# أكيهيرو ناجاشيما
أكيهيرو ناجاشيما (باليابانية: 永島 昭浩) (9 أبريل 1964 في كوبه في اليابان – )؛ هو لاعب كرة قدم ياباني سابق كان يلعب كمهاجم. سبق له أن لعب مع منتخب اليابان.

## وصلات خارجية
- أكيهيرو ناجاشيما على موقع رابطة كرة القدم اليابانية للمحترفين (اليابانية)
- أكيهيرو ناجاشيما على موقع قاعدة بيانات كرة القدم.إي يو (الإنجليزية)
- أكيهيرو ناجاشيما على موقع ناشيونال فوتبول تيمز (الإنجليزية)
- أكيهيرو ناجاشيما على موقع عالم كرة القدم.نت (الإنجليزية)
- National Football Teams
- Japan National Football Team Database